# Tadeusz Mazurczak
Tadeusz Jerzy Mazurczak (ur. 1940) – polski pediatra i genetyk kliniczny, profesor nauk medycznych.

## Życiorys
Ukończył w 1963 studia medyczne na Akademii Medycznej w Warszawie. Doktoryzował się w 1975 w Instytucie Matki i Dziecka. W tej samej jednostce uzyskał w 1990 stopień doktora habilitowanego w oparciu o rozprawę zatytułowaną Retrospektywne i prospektywne badania problemów rodzin objętych poradnictwem genetycznym. W 1996 otrzymał tytuł profesora nauk medycznych. Specjalizował się w zakresie pediatrii i genetyki klinicznej.
Początkowo odbywał staże w warszawskich szpitalach i Klinice Pediatrii Akademii Medycznej. Od 1965 zawodowo związany z Instytutem Matki i Dziecka w Warszawie. W 1981 został kierownikiem Zakładu Genetyki, w 1996 objął stanowisko profesora. Został także nauczycielem akademickim w Instytucie Psychologii Stosowanej Akademii Pedagogiki Specjalnej im. Marii Grzegorzewskiej w Warszawie.
Członek m.in. Komitetu Rozwoju Człowieka oraz Komitetu Genetyki Człowieka i Patologii Molekularnej Polskiej Akademii Nauk, Polskiego Towarzystwa Pediatrycznego (w tym sekretarz i wiceprzewodniczący zarządu), Polskiego Towarzystwa Genetycznego, Polskiego Towarzystwa Genetyki Człowieka (w tym przewodniczący zarządu), Europejskiego Towarzystwa Genetyki Człowieka, Brytyjskiego Towarzystwa Genetyki Człowieka, Światowego Konsorcjum Badań nad Mukowiscydozą, Europejskiego Towarzystwa Mukowiscydozy. Powoływany w skład rad naukowych oraz Instytutu „Pomnik – Centrum Zdrowia Dziecka”, a także Narodowego Instytutu Zdrowia Publicznego – Państwowego Zakładu Higieny.
Odznaczony m.in. Złotym Krzyżem Zasługi (1989), Krzyżem Kawalerskim (2003) i Krzyżem Komandorskim (2011) Orderu Odrodzenia Polski.